# 氰草津
氰草津（英語：Cyanazine，又名草净津）是一种广谱除草剂，属于三嗪类，能抑制植物的光合作用控制杂草生长。